# Nanohaloarchaea
A Nanohaloarchaea egy Archaea osztály. Az archeák – ősbaktériumok – egysejtű, sejtmag nélküli prokarióta szervezetek. A Tyrrell-tóban fedezték fel, ami Ausztrália Viktória államának északnyugati részén található. A halofil (sókedvelő) Halobacteria osztály távoli rokona. Világszerte előfordul extrém sós környezetben.

## Törzsfejlődés
A jelenleg elfogadott rendszertan a List of Prokaryotic names with Standing in Nomenclature (LPSN) listán és az Biotechnológiai Információk Nemzeti Központja (NCBI) adatbázisán alapul.
- 'Candidatus Haloredivivus' ♠ Ghai et al. 2011
- 'Candidatus Nanosalina' ♠ Narasingarao et al. 2012
- 'Candidatus Nanosalinarum' ♠ Narasingarao et al. 2012

Jegyzet:

♠ A törzs megtalálható az Biotechnológiai Információk Nemzeti Központja (NCBI) listáján, de hiányzik a List of Prokaryotic names with Standing in Nomenclature (LPSN) listájáról.